# Arroyo Maguey, Mexiko
Arroyo Maguey är en ort i Mexiko.   Den ligger i kommunen Santiago Lachiguiri och delstaten Oaxaca, i den sydöstra delen av landet, 500 km sydost om huvudstaden Mexico City. Arroyo Maguey ligger 1 158 meter över havet och antalet invånare är 103.
Terrängen runt Arroyo Maguey är kuperad åt nordväst, men åt sydost är den bergig. Terrängen runt Arroyo Maguey sluttar västerut. Runt Arroyo Maguey är det glesbefolkat, med 11 invånare per kvadratkilometer. Närmaste större samhälle är Santa María Nativitas Coatlán, 12,9 km norr om Arroyo Maguey. I omgivningarna runt Arroyo Maguey växer huvudsakligen savannskog.